# Michel Duclos

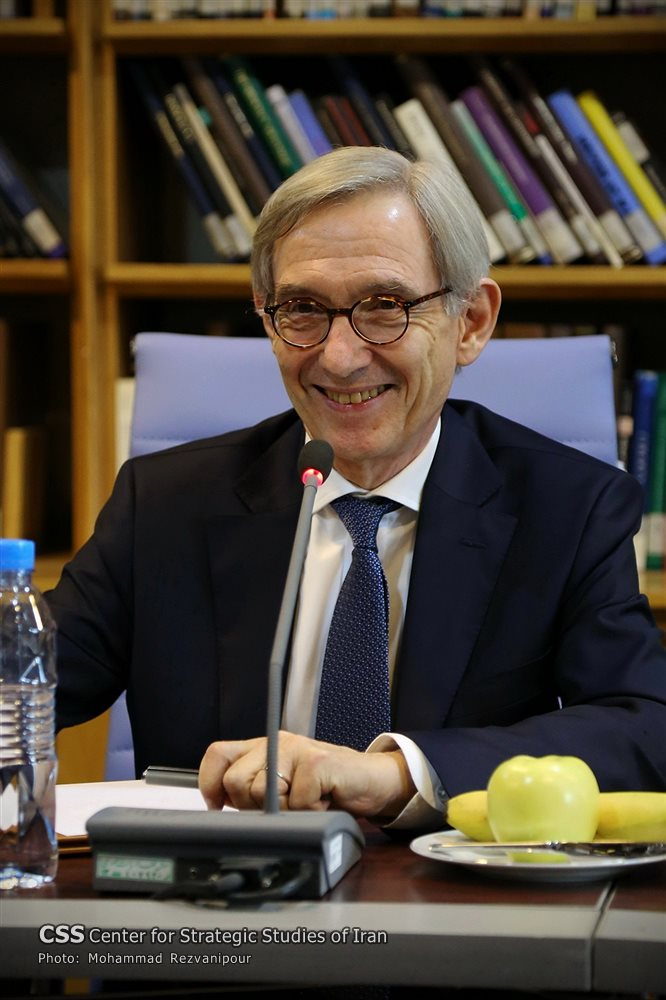
Michel Duclos

Michel Raymond Jean Duclos (* 20. August 1949 in Lisieux, Département Calvados) ist ein französischer Diplomat und Botschafter a. D. Duclos betätigt sich als politischer Berater und Autor. Er ist verheiratet mit der Autorin und Juristin Isabelle Hausser-Duclos.

## Laufbahn
Michel Raymond Jean Duclos ist der Sohn von Jeanne Larue und Pierre Duclos, einem Angestellten der französischen Botschaft in Moskau.
Er begann seine diplomatische Laufbahn 1970 als Attaché an der Botschaft von Tunis. Von 1971 bis 1974 war er an der Botschaft von La Valletta tätig. Er besuchte die Grande école École nationale d’administration (ENA) in Paris, wo er mit der Dissertation über Pierre Mendès France 1978 zum Doktor promoviert wurde. Von 1978 bis 1981 arbeitete er für das französische Verteidigungsministerium. Von 1982 bis 1987 wurde er vom Außenministerium im Centre d'analyse et prévison (Zentrum für Analyse und Prognose) beschäftigt, ab 1984 als stellvertretender Direktor. Von 1987 bis 1991 war er Berater an der Botschaft in Moskau und die Jahre 1991 bis 1994 verbrachte er in derselben Funktion in Bonn. 1995 bis 1998 arbeitete er im Außenministerium in der Abteilung „Strategie, Sicherheit und Abrüstung“. Von 1998 bis 2000 war Duclos der ständige Vertreter Frankreichs bei der Westeuropäischen Union und von 2000 bis 2002 französischer Vertreter des Politischen und Sicherheitspolitischen Komitees der EU.
Von 19. Oktober 2006 bis 13. September 2009 war Duclos Botschafter in Damaskus. Anschließend war bis zum Mai 2012 diplomatischer Berater für die französischen Überseegebiete (Outre-mer et des collectivités locales)  im Kabinett des Innenministers. Nach der Wahl von François Hollande zum französischen Staatspräsident und der Ernennung der Regierung Ayrault wurde Michel Duclos als Botschafter nach Bern in die Schweiz gesandt.
In seinem 2019 in Frankreich erschienenen Buch „La longue nuit syrienne“ („Die lange syrische Nacht“) zieht Duclos Bilanz zahlreicher erfolgloser Versuche des Westens, Einfluss auf Syriens Präsident Baschar al-Assad auszuüben und auf ein Ende des Syrischen Krieges hin zu wirken. Duclos ist Sonderberater des französischen Think-Tanks Institut Montaigne und Gründungsmitglied des Baghdad Policy Club, einer Initiative für multilaterale politische Lösungen im Nahen Osten.
In einer umfassenden Analyse der Außenpolitik von Emmanuel Macron in seinem Buch „La France dans le bouleversement du monde“ (2021) beschreibt Duclos den französischen Staatspräsidenten als Aktivisten, dessen Ethik darin bestehe, den Mut zum Risiko zu pflegen. Gegenüber der Frankfurter Allgemeinen Zeitung analysierte Duclos im April 2023 Macrons China-Politik „als die eines fehlinterpretierten Gaullismus“. Die Angst vor einem möglichen Vasallentum Frankreichs im Verhältnis zu den USA „sei eine fixe Idee Macrons“.

## Bücher
- La Longue Nuit syrienne. Dix années de diplomatie impuissante. Paris 2019. ISBN 979-10-329-0631-6
- (Als Herausgeber und Autor) Le Monde des nouveaux autoritaires. Paris 2019. ISBN 979-10-329-0821-1
- La France dans le bouleversement du monde. Paris 2021. ISBN 979-10-329-1902-6